# 가베역 (도쿄도)
가베역(일본어: 河辺駅, かべえき)은 일본 도쿄도 오메시 가베에 있는 철도역이다.

## 이용 상황
평일은 아침, 토요일·휴일은 일중 조석에 이 역을 시발로 하는, 타치카와 방면에의 되풀이해 열차가 몇 개 설정되어 있다. 「오메 라이너」정차역.
남쪽 출입구에서, 타마 버스 메이세이 대학 오메 캠퍼스행(메이세이 대학·메이세이 대학 구내행)의 버스가 나오고 있어 학생의 이용자도 많다.
북쪽 출입구에서는, 오메 역전 방면외, 한노·이루마 방면에의 운행 계통도 존재한다. 또 오메 히가시 고교 폐교전에는 오메 히가시 고등학교에 다니는 고교생의 모습도 많이 볼 수 있었다.

## 타는 곳
| 1 | ■ 오메 선 | 오메·미타케·오쿠타마 방면                      |
| 1 | ■ 오메 선 | 하이지마·다치카와·신주쿠·도쿄 방면 (당역 출발) |
| 2 | ■ 오메 선 | 하이지마·다치카와·신주쿠·도쿄 방면             |

## 역세권 정보
- 다마강
- 국도 411호선
- 메이세이 대학

## 역사
- 1927년 2월 20일: 영업 개시.
- 1980년 1월 1일: 화물 취급 폐지.
- 1987년 4월 1일: 국철 분할 민영화 더 동일본 여객 철도 역 택일.
- 2001년 11월 18일: IC 카드 Suica 공용 개시.
- 2007년 2월: 녹색 창구의 영업 시간이 단축된다.（６：００～２１：００→７：００～２０：００）

## 인접역
| 오메 선              | 오메 선     | 오메 선              |
| -------------------- | ----------- | -------------------- |
| 하이지마 도쿄 방면   | 오메 라이너 | 오메 오메 방면       |
| 오자쿠 다치카와 방면 | 오메 선     | 히가시오메 오메 방면 |